# پاک نام کو (بازیکن فوتبال، زاده ۱۹۸۸)
پاک نام کو (انگلیسی: Pak Nam-chol؛ زادهٔ ۳ اکتبر ۱۹۸۸) یک بازیکن فوتبال اهل کره شمالی است.
وی همچنین در تیم‌های ملی فوتبال کره شمالی بازی کرده‌است.